# 情報指向ネットワーク
情報指向ネットワーク （Information-centric networking、ICN）は、永続的な接続とエンドツーエンドの原則に基づいて、ホスト中心のパラダイムからインターネットインフラストラクチャを進化させ、焦点が特定された情報（またはコンテンツまたはデータ）。     
このパラダイムでは、ネットワークのビットとデータストレージデバイスのビットがまったく同じ値を持ち、モビリティとマルチアクセスが標準であり、 エニーキャストであるため、接続性が断続的になる可能性があり、エンドホストとネットワーク内のストレージを透過的に活用できる。 マルチキャスト 、およびブロードキャストがネイティブでサポートされている。    
情報指向ネットワークでは、場所とID、つまりロケーションとアイデンティティに違いがある。これはつまり、IPのロケーションアドレッシングと、情報サービス（HTTPなど）で実現する名前によるロケーションに依存しないコンテンツアドレッシングの間に矛盾がある。情報指向ネットワークアーキテクチャが提唱するインターネット通信モデルのパラダイムシフトを求めるものである。データは場所、アプリケーション、ストレージ、および輸送手段から独立し、ネットワーク内のキャッシングとレプリケーションが可能になる。 期待される利点は、効率の向上、情報/帯域幅の要求に関するスケーラビリティの向上、および困難な通信シナリオにおける堅牢性の向上である。情報中心のネットワーキングでは、キャッシュはネットワークレベルのソリューションであり、キャッシュの状態が急速に変化し、リクエストの到着率が高くなり、キャッシュサイズが小さくなる。 特に、 情報中心のネットワーキングキャッシングポリシーは、高速で軽量でなければならない。 

## オープンソースソフトウェアプロジェクト
- ハイブリッドICN
- コミュニティICN

## 研究プロジェクト

### 米国ベース
- コンテンツ中心のネットワーキング
- 名前付きデータネットワーキング
- ドナ

### ヨーロッパベース
- 4ワード
- 海岸
- コンボ
- 彗星
- 収束
- GreenICN
- NetInf
- ポイント
- PSIRP
- 追求
- 帆
- NFN
- UMOBILE

## IRTFワーキンググループ
インターネット研究タスクフォース （IRTF）は、ICN研究のアイデアと提案の交換と分析のためのフォーラムとして機能する、 情報中心のネットワーキング研究に関する研究グループを後援している。 現在および将来の作業項目と出力は、 ICNRG wikiで管理される 。 

## 会議、ワークショップ、セミナー
ICNについて継続的に議論する場がいくつかある。 Dagstuhlセミナーは2010年 、 2012年 、 2014年 、 2016 年に開催された。 
2014年以前は、ICNのワークショップは、ACMで開催されたSIGCOMMの会議（ 2011年 、 2012年 、および2013 ）。 
2014年9月から、ACMはICNに関する専用の年次会議（ ICN-2014 。 ICN-2015 、 ICN-2016 、 ICN-2017 、 ICN-2018 ）。 
また、 2012年と2013 年にコンピューター通信に関するIEEEインターナショナルカンファレンスで開催された名前指向ネットワーク（NOMEN）の新しい設計の選択肢に関するワークショップも関連している。
日本国内では、2015年に設立された電子情報通信学会情報指向ネットワーク技術特別専門委員会（ICN研究会）にて継続的に研究活動が行われている。